# Míchel González
José Miguel González Martín del Campo (Madrid, 23 de marzo de 1963), más conocido como Míchel, es un exfutbolista internacional y entrenador español. Actualmente es entrenador del Al-Qadisiyah de la Liga saudí.
Como futbolista, ocupaba la posición de centrocampista y formó parte de la conocida como «la quinta del Buitre» del Real Madrid, que tomaba el nombre del delantero Emilio Butragueño. Fue internacional con la selección española en 66 partidos y marcó 21 goles. Tras su retirada, formó parte del equipo de comentaristas de Televisión Española junto a José Ángel de la Casa, en la narración de partidos de fútbol desde 1994 hasta 2005.
Después de una etapa como técnico en el Real Madrid Castilla, fue el director de la cantera del club blanco, dimitiendo de su cargo el 3 de diciembre de 2008 por desavenencias con el presidente Ramón Calderón, debidas a intromisiones en su ámbito de responsabilidad. En los banquillos, su logro más destacado fue la clasificación para disputar la Liga Europa, que consiguió como entrenador del Getafe en la campaña 2009/10.
Casado con Mercedes Morales, también madrileña, tiene dos hijos, uno de los cuales, Adrián, también se formó en las categorías inferiores del Real Madrid y jugó en el Getafe hasta la temporada 2010/11, coincidiendo en una etapa con su padre como entrenador del equipo.

## Carrera como futbolista

### Real Madrid C. F.
Formado en las categorías inferiores del Real Madrid CF desde 1976, debutó en Primera División el 11 de abril de 1982, debido a una huelga de futbolistas profesionales que obligó a los equipos filiales a disputar la 32.ª jornada, y logró el gol de la victoria madridista ante el CD Castellón. No volvió a jugar con el primer equipo hasta 1984, permaneciendo en este hasta 1996 y jugando un total de 404 partidos de Liga en los que anotó 97 tantos. Formó parte de la denominada «Quinta del Buitre».
En 1987 quedó 4.º clasificado en el Balón de Oro por detrás de Emilio Butragueño (3), Paulo Futre (2) y Ruud Gullit (1).
Este mismo año fue máximo goleador de la Champions League (Copa de Europa) con 4 goles, empatado con Gheorghe Hagi.
Durante su larga trayectoria en el Real Madrid, mantuvo polémicas con distintos entrenadores e incluso con la afición, pero su elegancia y exquisitez, así como su talento para abastecer balones a Hugo Sánchez, entre otros, hicieron del jugador uno de los imprescindibles en el club y en la selección española. A nivel europeo, es conocida su rivalidad futbolística con Paolo Maldini, lateral del AC Milan, del que Michel llegó a decir que había sido el mejor defensa que se había encontrado.

### Retirada
Tras abandonar el Real Madrid se marchó al Atlético Celaya mexicano, donde ya jugaban antiguos compañeros suyos como Emilio Butragueño y Hugo Sánchez. Colgó las botas tras concluir la temporada 1996/97.

## Carrera como entrenador
Rayo Vallecano
En el verano de 2005, Míchel cambió los micrófonos por el banquillo al fichar como entrenador del Rayo Vallecano de Madrid, en ese momento en Segunda División B, con el que no consiguió el objetivo del ascenso a Segunda, quedando el equipo incluso fuera de los puestos de "play-off".
Real Madrid Castilla
Posteriormente, con la llegada de Ramón Calderón a la presidencia del Real Madrid CF en 2006, aceptó el puesto de entrenador del equipo filial en Segunda División, que finalizó descendiendo esa temporada a la categoría de bronce. Tras un año en el cargo se le ofreció la posibilidad de ser director de la cantera madridista, cargo que ocupó hasta el 3 de diciembre de 2008, cuando presentó la dimisión.
Getafe
El 27 de abril de 2009, sustituyó a Víctor Muñoz como entrenador del Getafe CF, consiguiendo salvar al equipo azulón del descenso al sumar 8 puntos en los 5 últimos partidos, lo que le valió su renovación. En la siguiente temporada, la 2009/10, clasificó al conjunto madrileño para disputar la UEFA Europa League y logró el mejor puesto en Liga de la historia del club tras finalizar en sexta posición. Su última campaña en Getafe fue la 2010/11, en la que, a pesar de mantener al Geta en Primera División, el presidente decidió no renovar su contrato tras una irregular segunda vuelta.
Sevilla
El 7 de febrero de 2012, fue contratado como técnico del Sevilla FC tras la destitución de Marcelino García Toral, que dejó al equipo en 13.er lugar tras 21 jornadas. Deportivamente, no logró llevar al equipo a competiciones europeas, ya que terminó como 9.º clasificado, pero el club sevillista confió en él para la temporada 2012-13. Sin embargo, los resultados siguieron sin acompañar en el campeonato local y Míchel fue despedido al terminar la primera vuelta de la Liga, tras caer en Mestalla con el Valencia CF por 2-0. El equipo andaluz ocupaba la duodécima posición, habiendo cosechado veintidós puntos en diecinueve jornadas al obtener seis victorias, cuatro empates y nueve derrotas. El 14 de enero de 2013, se anunció la destitución de Míchel como entrenador del Sevilla y la contratación de Unai Emery como su sustituto en el banquillo rojiblanco durante el resto de la temporada y la siguiente.
Olympiacos
El 4 de febrero de 2013, se incorporó al Olympiacos como nuevo técnico del equipo heleno para lo que quedaba de temporada y dos más. El 10 de marzo, en la jornada 25, se proclamó campeón de la Superliga griega a falta de 5 jornadas para el final del campeonato, título al que añadió la Copa nacional. El equipo griego revalidó el título de Liga en la temporada siguiente, llegando hasta los octavos de final de la Champions League (fue eliminado por un resultado global de 3-2 ante el Manchester United). El 6 de enero de 2015, Míchel fue destituido como técnico del equipo heleno, que marchaba segundo a un punto del PAOK de Salónica.
Olympique de Marsella
El 19 de agosto de 2015, se comprometió con el Olympique de Marsella hasta 2017. Su estreno en el Stade Vélodrome fue exitoso, ya que su equipo goleó por 6-0 al Troyes. Sin embargo, los resultados no le acompañaron en los siguientes partidos, por lo que fue objeto de críticas. El equipo francés terminó la primera vuelta de la Ligue 1 2015-16 como 10.º clasificado. Aunque logró sacar al Olympique de Marsella de los puestos de descenso que ocupaba a su llegada, convirtiéndolo en un equipo más sólido, se le reprochaban los resultados como local y el juego poco atractivo, ya que el equipo encadenaba 7 meses sin ganar en su estadio y seguía anclado en la zona intermedia de la tabla, lejos de las posiciones europeas a las que aspira el club. Finalmente, tras ser eliminado de la Europa League y no ganar ninguno de sus 10 últimos partidos de Liga, Míchel fue despedido el 19 de abril de 2016, dejando al OM como 15.º clasificado con 40 puntos en 34 jornadas. La ratio de victorias de Míchel en el banquillo del Olympique de Marsella fue una de las más bajas de la historia del club.
Málaga CF
El 7 de marzo del 2017, se hizo oficial su fichaje por el Málaga CF. Se incorporó al conjunto andaluz cuando estaba flirteando con los puestos de descenso, y aunque comenzó sumando un solo punto en 3 partidos, luego enlazó 4 victorias en 5 jornadas que le catapultaron a la permanencia. En la temporada 2017-18, el Málaga de Míchel cuajó un nefasto comienzo de campaña, logrando un único punto en las 9 primeras jornadas del campeonato. Fue destituido el 13 de enero de 2018, tras concluir la primera vuelta de Liga como colista, con sólo 11 puntos tras 19 jornadas.
Pumas UNAM
El 16 de mayo de 2019, se confirmó que sería el nuevo entrenador del Pumas UNAM de México, firmando por 2 temporadas y sustituyendo a Bruno Marioni. El 23 de julio de 2020, anunció su renuncia como entrenador de Pumas debido a motivos personales y familiares.
Getafe
El 27 de mayo de 2021, se anunció su regreso al Getafe CF, en sustitución de José Bordalás. El 4 de octubre de 2021, tras sumar un solo punto en las 8 primeras jornadas de Liga, fue despedido, dejando al equipo madrileño en la última posición de la tabla clasificatoria.
Olympiacos
El 21 de septiembre de 2022, firmó como entrenador del Olympiacos de la Superliga de Grecia, regresando al club 7 años después. El 3 de abril de 2023, dimitió de su cargo, dejando al equipo griego tercero en la ronda por el campeonato.
Al-Qadisiyah
El 26 de octubre de 2023, fue confirmado como entrenador del Al-Qadisiyah.En mayo de 2024, obtuvo el ascenso a la Liga Profesional Saudí y una semana después conquistó la Liga de Yello tras derrotar al Al-Najma por 4-2.

## Selección nacional
Fue internacional con las categorías inferiores de la selección de fútbol de España, logrando un subcampeonato en la Eurocopa Sub-21 celebrada en 1984. Como internacional absoluto, debutó en Zaragoza en 1985 ante Austria y fue titular indiscutible durante los 66 partidos siguientes, exceptuando un encuentro amistoso que se perdió por lesión, hasta que el entonces seleccionador Javier Clemente dejó de contar con él.
Míchel destacó por ser uno de los máximos realizadores del combinado español, consiguiendo anotar 21 goles, sin olvidar las asistencias de gol que prodigó con generosidad. Además, estuvo presente en dos Mundiales y una Eurocopa; en el Mundial 1986 marcó un gol fantasma a Brasil, que no fue concedido aunque las imágenes de la jugada demostraron que traspasó la raya de gol, y se convirtió, junto a Emilio Butragueño, en uno de los mejores jugadores del campeonato. En Italia 1990 logró su mejor registro anotador en un partido, tras marcar un hat-trick contra Corea del Sur y quedar inmortalizada su famosa celebración al grito de "me lo merezco, me lo merezco".

## Estadísticas

### Clubes
Datos actualizados a fin de carrera deportiva.
| Club | Div           | Temporada     | Liga  | Liga  | Liga   | Copas (1) | Copas (1) | Copas (1)    | Internacional (2) | Internacional (2) | Internacional (2) | Total (3) | Total (3) | Total (3) | Media goleadora |
| Club | Div           | Temporada     | Part. | Goles | Asist. | Part.     | Goles     | Asist.       | Part.             | Goles             | Asist.            | Part.     | Goles     | Asist.    | Media goleadora |
| --- | ------------- | ------------- | ----- | ----- | ------ | --------- | --------- | ------------ | ----------------- | ----------------- | ----------------- | --------- | --------- | --------- | --------------- |
| Real Madrid Aficionados · España |               |               |       |       |        |           |           |              |                   |                   |                   |           |           |           |                 |
| Pref. | 1980-81       | -             | -     | -     | -      | -         | -         | Inaccesibles | Inaccesibles      | Inaccesibles      | -                 | -         | -         | -         |                 |
| Total club | Total club    | -             | -     | -     | -      | -         | -         | -            | -                 | -                 | -                 | -         | -         | -         |                 |
| Castilla C. F. · España |               |               |       |       |        |           |           |              |                   |                   |                   |           |           |           |                 |
| 2.ª | 1981-82       | 36            | 7     | ?     | -      | -         | -         | -            | -                 | -                 | 36                | 7         | ?         | 0.19      |                 |
| 2.ª | 1982-83       | 35            | 5     | ?     | 4      | 1         | ?         | -            | -                 | -                 | 39                | 6         | ?         | 0.15      |                 |
| 2.ª | 1983-84       | 37            | 13    | ?     | 4      | -         | ?         | -            | -                 | -                 | 41                | 13        | ?         | 0.32      |                 |
| Total club | Total club    | 108           | 25    | ?     | 8      | 1         | ?         | 0            | 0                 | 0                 | 116               | 26        | ?         | 0.22      |                 |
| Real Madrid C. F. · España |               |               |       |       |        |           |           |              |                   |                   |                   |           |           |           |                 |
| 1.ª | 1981-82       | 1             | 1     | -     | -      | -         | -         | -            | -                 | -                 | 1                 | 1         | 0         | 1,00      |                 |
| 1.ª | 1984-85       | 26            | 2     | ?     | 8      | 2         | ?         | 9            | 3                 | ?                 | 43                | 7         | ?         | 0.16      |                 |
| 1.ª | 1985-86       | 31            | 7     | ?     | 5      | -         | ?         | 12           | 1                 | ?                 | 48                | 8         | ?         | 0.19      |                 |
| 1.ª | 1986-87       | 44            | 5     | ?     | 6      | 2         | ?         | 8            | -                 | ?                 | 58                | 7         | ?         | 0.10      |                 |
| 1.ª | 1987-88       | 35            | 14    | ?     | 7      | 1         | ?         | 8            | 4                 | ?                 | 50                | 19        | ?         | 0.38      |                 |
| 1.ª | 1988-89       | 36            | 13    | ?     | 10     | 2         | ?         | 5            | -                 | ?                 | 51                | 15        | ?         | 0.29      |                 |
| 1.ª | 1989-90       | 37            | 8     | ?     | 6      | -         | ?         | 3            | 2                 | ?                 | 46                | 10        | ?         | 0.22      |                 |
| 1.ª | 1990-91       | 36            | 8     | ?     | 4      | 1         | ?         | 6            | 1                 | ?                 | 46                | 10        | ?         | 0.22      |                 |
| 1.ª | 1991-92       | 38            | 10    | ?     | 6      | 3         | ?         | 10           | 2                 | ?                 | 54                | 15        | ?         | 0.30      |                 |
| 1.ª | 1992-93       | 37            | 9     | ?     | 6      | 1         | ?         | 8            | 3                 | ?                 | 51                | 13        | ?         | 0.25      |                 |
| 1.ª | 1993-94       | 37            | 11    | ?     | 6      | 1         | ?         | 6            | 2                 | ?                 | 49                | 14        | ?         | 0.29      |                 |
| 1.ª | 1994-95       | 13            | 2     | ?     | -      | -         | -         | 5            | -                 | ?                 | 18                | 2         | ?         | 0.12      |                 |
| 1.ª | 1995-96       | 33            | 6     | ?     | 3      | 1         | ?         | 8            | 1                 | ?                 | 44                | 8         | ?         | 0.20      |                 |
| Total club | Total club    | 404           | 97    | 120   | 67     | 13        | ?         | 88           | 20                | ?                 | 559               | 130       | ?         | 0.23      |                 |
| Atlético Celaya · México |               |               |       |       |        |           |           |              |                   |                   |                   |           |           |           |                 |
| 1.ª | 1996-97       | 34            | 9     | 10    | -      | -         | -         | -            | -                 | -                 | 34                | 9         | 10        | 0.26      |                 |
| Total club | Total club    | 34            | 9     | 10    | -      | -         | -         | -            | -                 | -                 | 34                | 9         | 10        | 0.23      |                 |
| Total carrera | Total carrera | Total carrera | 546   | 131   | ?      | 75        | 14        | ?            | 88                | 20                | ?                 | 709       | 165       | ?         | 0.23            |
| (1) Incluye datos de la Copa del Rey y Supercopa de España (1982-96); Copa de la Liga (1984-86). En caso de equipo filial incluye también datos de la Copa de la Liga II (1982-84). (2) Incluye datos de la Copa UEFA (1983-95) / Recopa de Europa (1993-94) / Liga de Campeones (1986-96). (3) No incluye goles en partidos amistosos. |               |               |       |       |        |           |           |              |                   |                   |                   |           |           |           |                 |

### Selecciones

#### Participaciones en fases finales
Participó en dos citas de la Eurocopa, si bien la de 1984 fue de categoría sub-21 (quedando subcampeón), y en dos Copas Mundiales. En ellas consiguió anotar un total de seis goles en diecisiete partidos.
| Competición            | Categoría       | Sede                | Resultado        | Partidos | Goles |
| ---------------------- | --------------- | ------------------- | ---------------- | -------- | ----- |
| Eurocopa sub-21 1984   | Sub-21          | España / Inglaterra | Subcampeón       | 5        | 1     |
| Copa del Mundo de 1986 | Absoluta        | México              | Cuartos de final | 5        | 0     |
| Eurocopa 1988          | Absoluta        | Alemania            | Primera fase     | 3        | 1     |
| Copa del Mundo de 1990 | Absoluta        | Italia              | Octavos de final | 4        | 4     |
| Total                  | 1 subcampeonato | 1 subcampeonato     | 1 subcampeonato  | 17       | 6     |

### Entrenador
| Equipo                        | Div.                | Temporada           | Liga  | Liga | Liga | Liga | Liga |       | Copa | Copa | Copa | Copa  |    | Internacional | Internacional | Internacional | Internacional | Internacional |   | Otros | Otros | Otros | Otros |     | Totales     | Totales | Totales | Totales | Totales | Totales | Totales | Totales |
| Equipo                        | Div.                | Temporada           | Part. | G    | E    | P    | Pos. | Part. | G    | E    | P    | Part. | G  | E             | P             | Pos.          | Part.         | G             | E | P     | Part. | G     | E     | P   | Rendimiento | GF      | GC      | Dif.    |         |         |         |         |
| ----------------------------- | ------------------- | ------------------- | ----- | ---- | ---- | ---- | ---- | ----- | ---- | ---- | ---- | ----- | -- | ------------- | ------------- | ------------- | ------------- | ------------- | - | ----- | ----- | ----- | ----- | --- | ----------- | ------- | ------- | ------- | ------- | ------- | ------- | ------- |
| Rayo Vallecano · España       | 2.ªB                | 2005-06             | 38    | 16   | 14   | 8    | 5.º  | 4     | 2    | 0    | 2    | -     | -  | -             | -             | -             | -             | -             | - | -     | 42    | 18    | 14    | 10  | 53.97%      | 52      | 37      | +15     |         |         |         |         |
| Rayo Vallecano · España       | Total               | Total               | 38    | 16   | 14   | 8    | -    | 4     | 2    | 0    | 2    | -     | -  | -             | -             | -             | -             | -             | - | -     | 42    | 18    | 14    | 10  | 53.97%      | 52      | 37      | +15     |         |         |         |         |
| Real Madrid Castilla · España | 2.ª                 | 2006-07             | 42    | 13   | 10   | 19   | 19.º | -     | -    | -    | -    | -     | -  | -             | -             | -             | -             | -             | - | -     | 42    | 13    | 10    | 19  | 38.89%      | 55      | 67      | -12     |         |         |         |         |
| Real Madrid Castilla · España | Total               | Total               | 42    | 13   | 10   | 19   | -    | -     | -    | -    | -    | -     | -  | -             | -             | -             | -             | -             | - | -     | 42    | 13    | 10    | 19  | 38.89%      | 55      | 67      | -12     |         |         |         |         |
| Getafe · España               | 1.ª                 | 2008-09             | 5     | 2    | 2    | 1    | 17.º | -     | -    | -    | -    | -     | -  | -             | -             | -             | -             | -             | - | -     | 5     | 2     | 2     | 1   | 53.33%      | 7       | 4       | +3      |         |         |         |         |
| Getafe · España               | 1.ª                 | 2009-10             | 38    | 17   | 7    | 14   | 6.º  | 8     | 4    | 1    | 3    | -     | -  | -             | -             | -             | -             | -             | - | -     | 46    | 21    | 8     | 17  | 51.45%      | 70      | 56      | +14     |         |         |         |         |
| Getafe · España               | 1.ª                 | 2010-11             | 38    | 12   | 8    | 18   | 16.º | 4     | 1    | 2    | 1    | 8     | 3  | 2             | 3             | FG            | -             | -             | - | -     | 50    | 16    | 12    | 22  | 40%         | 59      | 74      | -15     |         |         |         |         |
| Sevilla · España              | 1.ª                 | 2011-12             | 17    | 7    | 3    | 7    | 9.º  | -     | -    | -    | -    | -     | -  | -             | -             | -             | -             | -             | - | -     | 17    | 7     | 3     | 7   | 47.06%      | 26      | 23      | +3      |         |         |         |         |
| Sevilla · España              | 1.ª                 | 2012-13             | 19    | 6    | 4    | 9    | Inc. | 4     | 3    | 0    | 1    | -     | -  | -             | -             | -             | -             | -             | - | -     | 23    | 9     | 4     | 10  | 44.93%      | 35      | 31      | +4      |         |         |         |         |
| Sevilla · España              | Total               | Total               | 36    | 13   | 7    | 16   | -    | 4     | 3    | 0    | 1    | -     | -  | -             | -             | -             | -             | -             | - | -     | 40    | 16    | 7     | 17  | 45.83%      | 61      | 54      | +7      |         |         |         |         |
| Olympiacos · Grecia           | 1.ª                 | 2012-13             | 10    | 8    | 2    | 0    | 1.º  | 5     | 5    | 0    | 0    | 2     | 0  | 0             | 2             | 1/16          | -             | -             | - | -     | 17    | 13    | 2     | 2   | 80.39%      | 34      | 11      | +23     |         |         |         |         |
| Olympiacos · Grecia           | 1.ª                 | 2013-14             | 34    | 28   | 2    | 4    | 1.º  | 8     | 5    | 2    | 1    | 8     | 4  | 1             | 3             | 1/8           | -             | -             | - | -     | 50    | 37    | 5     | 8   | 77.33%      | 118     | 37      | +81     |         |         |         |         |
| Olympiacos · Grecia           | 1.ª                 | 2014-15             | 16    | 11   | 3    | 2    | Inc. | 2     | 1    | 1    | 0    | 6     | 3  | 0             | 3             | Inc.          | -             | -             | - | -     | 24    | 15    | 4     | 5   | 68.06%      | 49      | 26      | +23     |         |         |         |         |
| Olympique de Marsella Francia | 1.ª                 | 2015-16             | 32    | 8    | 16   | 8    | Inc. | 6     | 4    | 1    | 1    | 8     | 4  | 1             | 3             | 1/16          | -             | -             | - | -     | 46    | 16    | 18    | 12  | 47.82%      | 69      | 55      | +14     |         |         |         |         |
| Olympique de Marsella Francia | Total               | Total               | 32    | 8    | 16   | 8    | -    | 6     | 4    | 1    | 1    | 8     | 4  | 1             | 3             | -             | -             | -             | - | -     | 46    | 16    | 18    | 12  | 47.82%      | 69      | 55      | +14     |         |         |         |         |
| Málaga · España               | 1.ª                 | 2016-17             | 12    | 6    | 2    | 4    | 11.º | -     | -    | -    | -    | -     | -  | -             | -             | -             | -             | -             | - | -     | 12    | 6     | 2     | 4   | 55.56%      | 17      | 12      | +5      |         |         |         |         |
| Málaga · España               | 1.ª                 | 2017-18             | 19    | 3    | 2    | 14   | Inc. | 2     | 0    | 1    | 1    | -     | -  | -             | -             | -             | -             | -             | - | -     | 21    | 3     | 3     | 15  | 19.05%      | 15      | 36      | -21     |         |         |         |         |
| Málaga · España               | Total               | Total               | 31    | 9    | 4    | 18   | -    | 2     | 0    | 1    | 1    | -     | -  | -             | -             | -             | -             | -             | - | -     | 33    | 9     | 5     | 19  | 32.32%      | 32      | 48      | -16     |         |         |         |         |
| Pumas UNAM · México           | 1.ª                 | 2019-A              | 18    | 6    | 5    | 7    | 13.º | -     | -    | -    | -    | -     | -  | -             | -             | -             | -             | -             | - | -     | 18    | 6     | 5     | 7   | 42.59%      | 21      | 20      | +1      |         |         |         |         |
| Pumas UNAM · México           | 1.ª                 | 2020-C              | 10    | 4    | 3    | 3    | Null | 6     | 3    | 2    | 1    | -     | -  | -             | -             | -             | -             | -             | - | -     | 16    | 7     | 5     | 4   | 54.17%      | 30      | 25      | +5      |         |         |         |         |
| Pumas UNAM · México           | Total               | Total               | 28    | 10   | 8    | 10   | -    | 6     | 3    | 2    | 1    | -     | -  | -             | -             | -             | -             | -             | - | -     | 34    | 13    | 10    | 11  | 48.04%      | 51      | 45      | +6      |         |         |         |         |
| Getafe · España               | 1.ª                 | 2021-22             | 8     | 0    | 1    | 7    | Inc. | -     | -    | -    | -    | -     | -  | -             | -             | -             | -             | -             | - | -     | 8     | 0     | 1     | 7   | 4.17%       | 3       | 13      | -10     |         |         |         |         |
| Getafe · España               | Total               | Total               | 89    | 31   | 18   | 40   | -    | 12    | 5    | 3    | 4    | 8     | 3  | 2             | 3             | -             | -             | -             | - | -     | 109   | 39    | 23    | 47  | 42.81%      | 139     | 147     | -8      |         |         |         |         |
| Olympiacos · Grecia           | 1.ª                 | 2022-23             | 23    | 15   | 7    | 1    | Inc. | 5     | 3    | 1    | 1    | 4     | 0  | 2             | 2             | FG            | -             | -             | - | -     | 32    | 18    | 10    | 4   | 66.67%      | 60      | 24      | +36     |         |         |         |         |
| Olympiacos · Grecia           | Total               | Total               | 83    | 62   | 14   | 7    | -    | 20    | 14   | 4    | 2    | 20    | 7  | 3             | 10            | -             | -             | -             | - | -     | 123   | 83    | 21    | 19  | 73.17%      | 261     | 98      | +163    |         |         |         |         |
| Al-Qadisiyah Arabia Saudita   | 2.ª                 | 2023-24             | 26    | 16   | 5    | 5    | 1.º  | -     | -    | -    | -    | -     | -  | -             | -             | -             | -             | -             | - | -     | 26    | 16    | 5     | 5   | 67.95%      | 54      | 26      | +28     |         |         |         |         |
| Al-Qadisiyah Arabia Saudita   | 1.ª                 | 2024-25             | 34    | 21   | 5    | 8    | 4.º  | 5     | 4    | 0    | 1    | -     | -  | -             | -             | -             | -             | -             | - | -     | 39    | 25    | 5     | 9   | 68.37%      | 64      | 36      | +28     |         |         |         |         |
| Al-Qadisiyah Arabia Saudita   | Total               | Total               | 60    | 37   | 10   | 13   | -    | 5     | 4    | 0    | 1    | -     | -  | -             | -             | -             | -             | -             | - | -     | 65    | 41    | 10    | 14  | 68.21%      | 118     | 62      | +56     |         |         |         |         |
| Total en su carrera           | Total en su carrera | Total en su carrera | 439   | 199  | 101  | 139  | -    | 59    | 35   | 11   | 13   | 36    | 14 | 6             | 16            | -             | -             | -             | - | -     | 534   | 248   | 118   | 168 | 53.81%      | 838     | 613     | +225    |         |         |         |         |
| 1. 2.                         |                     |                     |       |      |      |      |      |       |      |      |      |       |    |               |               |               |               |               |   |       |       |       |       |     |             |         |         |         |         |         |         |         |

#### Resumen por competiciones
| Competición                  | Partidos | Ganados | Empatados | Perdidos | %      | Resultado              |
| ---------------------------- | -------- | ------- | --------- | -------- | ------ | ---------------------- |
| Segunda División B de España | 38       | 16      | 14        | 8        | 54.39% | 5.º lugar              |
| Segunda División de España   | 42       | 13      | 10        | 19       | 38.89% | 19.º lugar             |
| Primera División de España   | 156      | 53      | 29        | 74       | 40.17% | 6.º lugar              |
| Copa del Rey                 | 22       | 10      | 4         | 8        | 51.51% | Semifinales            |
| Superliga de Grecia          | 83       | 62      | 14        | 7        | 80.32% | Campeón                |
| Copa de Grecia               | 20       | 14      | 4         | 2        | 76.67% | Campeón                |
| Ligue 1                      | 32       | 8       | 16        | 8        | 41.67% | 15.º lugar             |
| Copa de Francia              | 4        | 3       | 1         | 0        | 83.33% | Cuartos de final       |
| Copa de la Liga de Francia   | 2        | 1       | 0         | 1        | 50%    | Cuartos de final       |
| Liga MX                      | 28       | 10      | 8         | 10       | 45.23% | 13.º lugar             |
| Copa MX                      | 6        | 3       | 2         | 1        | 61.11% | Octavos de final       |
| Liga Yello                   | 26       | 16      | 5         | 5        | 67.95% | Campeón                |
| Liga Profesional Saudí       | 34       | 21      | 5         | 8        | 66.66% | 4.º lugar              |
| Copa del Rey de Campeones    | 5        | 4       | 0         | 1        | 80%    | Subcampeón             |
| Liga de Campeones de la UEFA | 14       | 7       | 1         | 6        | 52.38% | Octavos de final       |
| Liga Europa de la UEFA       | 22       | 7       | 5         | 10       | 39.4%  | Dieciseisavos de final |
| TOTAL                        | 534      | 248     | 118       | 168      | 53.81% | 4 Títulos              |

## Palmarés y distinciones

### Como jugador

#### Títulos nacionales
| Título             | Equipo            | País   | Año  |
| ------------------ | ----------------- | ------ | ---- |
| Copa de la Liga    | Real Madrid C. F. | España | 1985 |
| Campeonato de Liga | Real Madrid C. F. | España | 1986 |
| Campeonato de Liga | Real Madrid C. F. | España | 1987 |
| Campeonato de Liga | Real Madrid C. F. | España | 1988 |
| Supercopa          | Real Madrid C. F. | España | 1988 |
| Campeonato de Liga | Real Madrid C. F. | España | 1989 |
| Copa del Rey       | Real Madrid C. F. | España | 1989 |
| Supercopa          | Real Madrid C. F. | España | 1989 |
| Campeonato de Liga | Real Madrid C. F. | España | 1990 |
| Supercopa          | Real Madrid C. F. | España | 1990 |
| Copa del Rey       | Real Madrid C. F. | España | 1993 |
| Supercopa          | Real Madrid C. F. | España | 1993 |
| Campeonato de Liga | Real Madrid C. F. | España | 1995 |

#### Títulos internacionales
| Título              | Equipo            | Sede         | Año  |
| ------------------- | ----------------- | ------------ | ---- |
| Copa de la UEFA     | Real Madrid C. F. | Madrid       | 1985 |
| Copa de la UEFA     | Real Madrid C. F. | Berlín       | 1986 |
| Copa Iberoamericana | Real Madrid C. F. | Buenos Aires | 1994 |

### Como entrenador

#### Títulos nacionales
| Título         | Equipo             | País           | Año  |
| -------------- | ------------------ | -------------- | ---- |
| Superliga      | Olympiakos F. C.   | Grecia         | 2013 |
| Copa de Grecia | Olympiakos F. C.   | Grecia         | 2013 |
| Superliga      | Olympiakos F. C.   | Grecia         | 2014 |
| Liga de Yello  | Al-Qadisiyah F. C. | Arabia Saudita | 2024 |

### Distinciones individuales
- Mejor Jugador Español de la Liga: 1986
- Balón de Oro: 4.º en 1987
- Máximo goleador de la Copa de Europa: 1988
- Bota de Bronce de la Copa del Mundo de la FIFA: 1990